# مواء (صوت القطط)

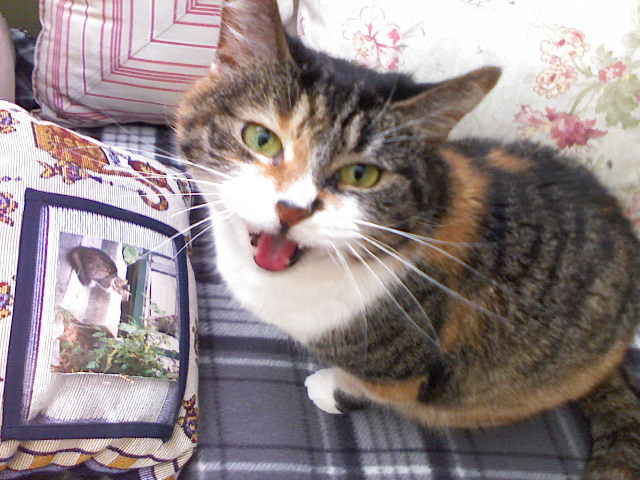
قطة تموء

مواء، صوت القطط. لها أكثر من طريقة نطق بأكثر من نغمة لتدل على الحالة المزاجية للقطة، فقد تقال ثرثرة أو تذمر أو همسا. نادرا ما تموء القطط البالغة لبعضها البعض. لذلك من المحتمل أن تكون القطط البالغة تموء للبشر للفت الانتباه.
يستطيع الإنسان العادي أن يميز اختلاف نغمات المواء للقط الواحد، فقد يكون المواء حازما أو حزينا أو ودودا أو هجوميا أو ترحيبيا أو مثيرا للانتباه أو متطلبا أو شكوى. حتى أنه يمكن أن يكون صامتا، حيث تفتح القطة فمها لكنها لا تنطق.
تستخدم القطط الصغيرة نغمة ميو، مواء ذو نبرة عالية لجذب الانتباه من أم القطط. قد تستخدمها القطط البالغة أحيانا. يشبه الميو ما تم وصفه في برون ات عام 1978 بمثابة دعوة للعزلة. بداية من عمر ثلاثة إلى أربع أسابيع، لا تموء القطط عند وجود رفيقة واحدة على الأقل، أما من عمر أربعة إلى خمس أشهر تتوقف القطط تماما عن المواء.

## التهجئة
في اللغة الإنجليزية الأمريكية، ظهرت كلمة مواء لأول مرة في عام 1842. قبل ذلك، كان يستخدم نغمتي «مياو» و «ميو». من بين أي متغير، فإن أقدم شهادة على بكاء قطة في اللغة الإنجليزية الحديثة المبكرة تعود إلى ثلاثينيات القرن السادس عشر.

## الاختلافات اللغوية
يسرد الجدول التالي المحاكاة الصوتية لصوت «مياو» أو «ميو» بلغات مختلفة. في بعض اللغات مثل اللغة الصينية، تنطق 喵 «مايو» أما في التايلندية แมว ميو.
| طريقة الكتابة              | اللغة المستخدمة |
| -------------------------- | --- |
| muwaa' (مُواء)              | العربية |
| meo                        | الفيتنامية |
| meong                      | الأندونيسية |
| miyu (میو)                 | اللغة الفارسية |
| meow                       | الإنجليزية الأمريكية |
| mèu                        | الكتالونية |
| miaou                      | الفرنسية |
| miau                       | البيلاروسية، الكرواتية، الفنلندية، الألمانية، الأيدو، الإنترلنغوا، اللاتينية، الليتوانية، البولندية، البرتغالية، الرومانية، الإسبانية |
| miauw                      | الهولندية |
| miao (喵)                  | لغة الماندرين الصينية |
| miao                       | اللغة الإيطالية |
| miaow                      | الإنجليزية البريطانية |
| miyav                      | التركية |
| miav                       | الدنماركية |
| mjau                       | النرويجية والسويدية |
| miyau (միյաւ)              | الأرمنية |
| mao (ম্যাঁও (myām̥ō))          | البنغالية |
| meogre                     | قيرغيزستان |
| miaŭ                       | اسبرانتو |
| ngiyaw                     | الفلبينية |
| miyāʾūṉ (میاؤں)            | الأردية |
| mjá                        | الآيسلندية |
| mňau                       | السلوفاكية والتشيكية |
| ngeung                     | كابامبانغان |
| knavili (კნავილი)          | الجورجية |
| njäu                       | الإستونية |
| ņau                        | اللاتفية |
| nyav                       | الأوكرانية |
| mi'au                      | لوجبان |
| niaou (νιάου)              | اليونانية |
| nyā (にゃー)               | اليابانية |
| yaong (야옹) أو nyang (냥) | الكورية |
| myau (מיאו)                | العبرية |
| myau (מיאַו)                | اليديشية |
| mjau (мјау)                | الصربية |
| miáú (miau) أو nyaú        | المجرية |
| myau (мяу)                 | الروسية، البلغارية |
| ngiau                      | لغة ملايو |
| mijav                      | السلوفينية |
| mia'wj                     | ميكماو |

## وصلات خارجية
- مياو توك: تطبيق جديد من أليكسا أمازون يترجم مواء قطتك- بي بي سي.
- مواء القطط.. ما فوائده لصحة الأبدان؟- الجزيرة.
- صوت مواء قطط- يوتيوب.